# アルカン-1-オールデヒドロゲナーゼ (受容体)
アルカン-1-オールデヒドロゲナーゼ (受容体)（alkan-1-ol dehydrogenase (acceptor)）は、脂肪酸代謝酵素の一つで、次の化学反応を触媒する酸化還元酵素である。
第一級アルコール + 受容体 {\displaystyle \rightleftharpoons } アルデヒド + 還元型受容体
反応式の通り、この酵素の基質は第一級アルコールと受容体、生成物はアルデヒドと還元型受容体である。補因子としてPQQを用いる。
組織名はalkan-1-ol:acceptor oxidoreductaseで、別名にpolyethylene glycol dehydrogenase, alkan-1-ol:(acceptor) oxidoreductaseがある。